# Sint-Oedenrode
Sint-Oedenrode a fost o comună și o localitate în provincia Brabantul de Nord, Țările de Jos.

## Localități componente
Boskant, Nijnsel, Olland, Sint-Oedenrode